# Evanescence Tour
The Evanescence Tour es la quinta gira y la tercera en formato mundial, después del «The Open Door Tour», de la banda de rock y metal estadounidense Evanescence, en promoción de su tercer álbum de estudio homónimo.
La gira cuenta con casi todo el repertorio del álbum promocionado, más canciones de los dos álbumes anteriores como en el caso de los sencillos: «My Immortal», «Bring Me to Life», «Going Under», «Lithium» y «Call Me When You're Sober». La gira fue muy elogiada tanto por los críticos importantes de la música como por los fanes, alabando el timbre vocal de Amy Lee y el desempeño del resto de la banda.

## Antecedentes

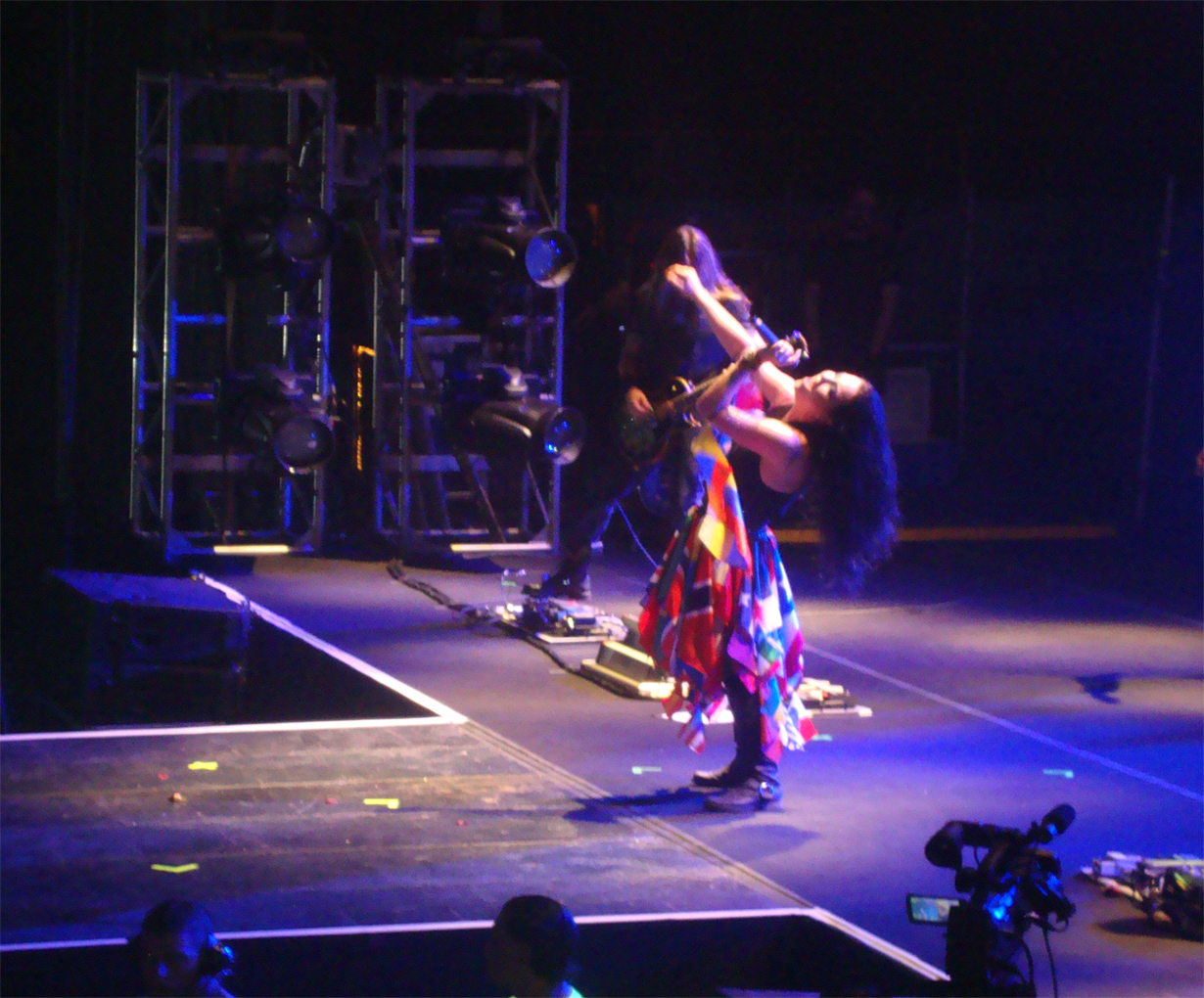
Amy Lee performing in San José, Costa Rica

Durante una entrevista con MTV News en julio, Lee reveló que se comenzaría una gira en apoyo al tercer álbum de estudio de la banda Evanescence, diciendo que comenzaría en agosto de 2011 con un concierto en Nashville, Tennessee. Anunció: "No es todo, pero va suceder". En una entrevista en agosto, habló sobre la gira diciendo: "No hemos empezado a ensayar [refiriéndose a la gira] sin embargo, aun así es realidad... Ha sido una locura la ejecución de todo, hicimos una gran sesión de fotos en Los Ángeles por un par de días y he estado corriendo alrededor haciendo un montón de prensa". Y añadió: "Me gustaría tener más tiempo para prepararme... estamos muy contentos de estar de nuevo, lo único que podemos hacer es correr tan rápido como podamos, todo la agenda se encuentra muy apretada, desde el vídeo de promoción de ensayo, voy a empezar a ensayar porque me estoy sintiendo como "Bueno, tenemos las fechas de la reserva, no hacemos prácticas todavía, empieza a ser un poco atemorizante, pero del buen sentido, estar de vuelta en frente de nuestros fanes y sentir esa energía de nuevo, esto va a hacer bueno para mi cerebro". También reveló lo original que sería la gira , diciendo: "Esto sólo va a ser un lineal de rock, con una gran energía, este álbum es solo un paseo de rock trepidante... tenemos ahora tres álbumes para tirar de esto, por supuesto, queremos tocar los temas nuevos, pero, por supuesto vamos a tocar los temas viejos también, va a ser grande". Lee reveló además que tocarán canciones de los tres álbumes y dijo: "Definitivamente nos estamos enfocando principalmente en las canciones del nuevo álbum, estamos muy entusiasmados con la música de éste, obviamente es el más reciente, pero también vamos a tocar algunas de nuestras canciones de los 2 materiales anteriores, supongo, en general, nuestro show será el lado pesado de la energía, por lo que vamos a estar dando vueltas cantando canciones rápidas".
Sus actuaciones fueron apoyadas por: The Pretty Reckless, Fair To Midland y Rival Sons. El cantante líder de la banda The Pretty Reckless, Taylor Momsen se declaró una fan de la banda diciendo: "Evanescence es una gran banda, es realmente emocionante ser teloneros de ellos". El 10 de enero de 2012, Lee pidió a sus fanes a través de Twitter que eligieran las canciones que se realizarían durante la gira.

## Desarrollo
Evanescence comenzó su gira promocional con un concierto en el War Memorial Auditorium en la ciudad de Nashville, el 17 de agosto de 2011, esto fue seguido por una presentación en Winnipeg el 20 de agosto del mismo año. Más tarde la continuaron con su presentación en el Rock in Rio el 2 de octubre de 2011, continuando en Puerto Rico el 6 de octubre. La banda comenzó en sí la gira el 10 de octubre con su diferentes presentaciones por los Estados Unidos recorriendo Oakland hasta Detroit, siguieron por Canadá recorriendo Toronto y Montreal, luego volvieron a EE. UU. continuando por Worcester, Atlantic City y Nueva York. En noviembre de 2011 comenzaron la primera etapa de la gira por Europa, recorriendo las principales ciudades del Reino Unido, Alemania y Francia. El 17 de diciembre de 2011 pasaron por Puerto España, capital de Trinidad y Tobago. El 13 de enero de 2012 continuaron una nueva etapa por Norteamérica, donde no solo recorrieron Estados Unidos sino que también México. El 8 de febrero continuaron la gira en Asia, donde recorrieron ciudades como: Tokio, Osaka, Taipéi, Seúl, Hong Kong, Kuala Lumpur, entre otras de países como Japón, Corea del Sur, Filipinas, Indonesia y Singapur. En el mes de marzo de 2012 recorrieron Oceanía donde visitaron ciudades como: Sídney, Melbourne, Brisbane, de Australia y Auckland, de Nueva Zelanda. Entre abril y mayo continuaron otra etapa por EE.UU, en mayo también recorrieron a Marruecos y a Portugal.
Desde julio hasta septiembre continuaron su gira por los Estados Unidos, por Europa en países como: España, Suiza, Alemania, Grecia, entre otros, también Asia de nuevo como: Líbano y Emiratos Árabes Unidos. Por fin en octubre comenzaron la gira por Sudamérica comenzándola en Brasil y recorriendo por primera vez países como Paraguay, Perú y Colombia, entre otros más como Argentina y Chile. El 30 de octubre recorrieron por primera vez a Costa Rica y Panamá. Terminaron finalmente la gira en Reino Unido en las ciudades de Nottingham, Mánchester, Birmingham y Londres, respectivamente. Los entretelones de la gira fueron documentados en las cuentas oficiales y de los miembros de la banda. Siendo los más activos Amy Lee y Tim McCord.

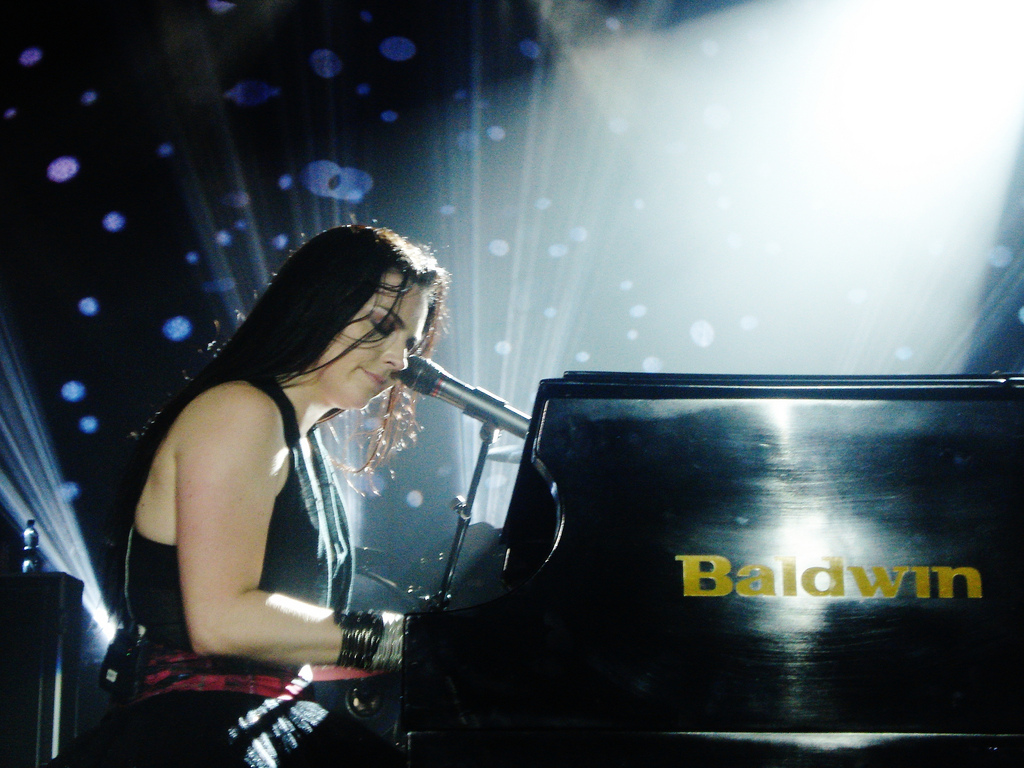
Amy Lee performing during Evanescence's Evanescence Tour.

## Crítica
Sophie A. Schillaci de The Hollywood Reporter elogió las actuaciones de la banda y voces en directo de Lee diciendo que, "Lee predicó con gran energía y un estilo vocal feroz e innegablemente ". Sin embargo, señaló, "Pero a veces a través de la banda la atención público parecía sólo parcialmente comprometida. Con varios teléfonos celulares e incluso algunas bengalas reales en el aire, cerca de la mitad de la multitud por pedido de la cantante para cantar a coro." Jon Pareles, de The New York Times dio una opinión positiva, mientras que la revisión de uno de los conciertos de la banda durante la gira. Pareles sentía que cuando Lee estaba cantando en el piano, era similar a Tori Amos. También elogió el hecho de que la banda utiliza «un final raspado, guitarras sueltas y auricular doble bombo para poner la fuerza física del hard-rock detrás de lo que son las estructuras con un sonido pop realmente ordenado. La música se asegura para delinear versos, coros y (bastante) plataforma, y la repetición en el nombre del mal». Terminó su crítica diciendo:

La mayoría de la banda muestra elemento más característicos en la entrada de la señora Lee: Alta, fuerte y perpetuamente sostenida, extendiendo cada nota de sus largas líneas melódicas Es lo contrario del hard rock gutural, y el epítome control de la respiración En el escenario, el movimiento de sus manos y los giros de su largo cabello oscuro, ella se soltó y fue un poco fuera de tono, pero su poder de respiración nunca vaciló. fue un concierto virtuoso, exultante en la tristeza, la determinación y el impacto estruendoso. También fue algo agotador, ya que cada canción alcanzó rápidamente su pico y siguió atareándose a la distancia. El estilo de producción preparado para la radio rock y el pop es ahora más firme, a lo máximo, más que su voz poderosa. Evanescence lleva en el escenario, donde puede haber mucho más margen de maniobra que con la dinámica."

## Actos de apertura
- The Pretty Reckless
- Fair to Midland
- Rival Sons
- Blaqk Audio
- The Used
- LostAlone

## Fechas y presentaciones
- Todas las fechas son según el sitio web oficial de la banda.[10]

| América del Norte       |                  |                        |                                            |
| 17 de agosto de 2011    | Nashville        | Estados Unidos         | War Memorial Auditorium                    |
| 20 de agosto de 2011    | Winnipeg         | Canadá                 | MTS centre                                 |
| América del Sur         |                  |                        |                                            |
| 2 de octubre de 2011    | Río de Janeiro   | Brasil                 | Parque Olímpico Cidade do Rock             |
| América del Norte       |                  |                        |                                            |
| 6 de octubre de 2011    | San Juan         | Puerto Rico            | Coliseo de Puerto Rico José Miguel Agrelot |
| 10 de octubre de 2011   | Oakland          | Estados Unidos         | Fox Oakland Theatre                        |
| 11 de octubre de 2011   | Los Ángeles      | Estados Unidos         | Hollywood Palladium                        |
| 14 de octubre de 2011   | Pheonix          | Estados Unidos         | Comerica Theatre                           |
| 15 de octubre de 2011   | Tucson           | Estados Unidos         | Anselmo Valencia Amphitheatre              |
| 18 de octubre de 2011   | San Antonio      | Estados Unidos         | Sunken Gardens Amphitheatre                |
| 19 de octubre de 2011   | Dallas           | Estados Unidos         | Palladium Ballroom                         |
| 21 de octubre de 2011   | Milwaukee        | Estados Unidos         | Eagles Ballroom                            |
| 22 de octubre de 2011   | Chicago          | Estados Unidos         | Congress Theater                           |
| 24 de octubre de 2011   | Royal Oak        | Estados Unidos         | Royal Oak Music Theatre                    |
| 25 de octubre de 2011   | Toronto          | Canadá                 | Sound Academy                              |
| 27 de octubre de 2011   | Montreal         | Canadá                 | Métropolis                                 |
| 28 de octubre de 2011   | Worcester        | Estados Unidos         | The Palladium                              |
| 30 de octubre de 2011   | Atlantic City    | Estados Unidos         | House of Blues                             |
| 1 de noviembre de 2011  | Nueva York       | Estados Unidos         | Terminal 5                                 |
| Europa                  |                  |                        |                                            |
| 4 de noviembre de 2011  | Londres          | Reino Unido            | HMV Hammersmith Apollo                     |
|                         | Londres          | Reino Unido            | HMV Hammersmith Apollo                     |
| 7 de noviembre de 2011  | Mánchester       | Reino Unido            | O2 Manchester Apollo                       |
| 8 de noviembre de 2011  | Glasgow          | Reino Unido            | Carling Academy Glasgow                    |
| 10 de noviembre de 2011 | Plymouth         | Reino Unido            | Plymouth Pavilions                         |
| 12 de noviembre de 2011 | Leeds            | Reino Unido            | O2 Academy Leeds                           |
| 13 de noviembre de 2011 | Birmingham       | Reino Unido            | Carling Academy Birmingham                 |
| 16 de noviembre de 2011 | París            | Francia                | Olympia                                    |
| 17 de noviembre de 2011 | Offenbach        | Alemania               | Stadthalle                                 |
| 18 de noviembre de 2011 | Düsseldorf       | Alemania               | Philipshalle                               |
| 20 de noviembre de 2011 | Berlim           | Alemania               | Columbiahalle                              |
| 21 de noviembre de 2011 | Munique          | Alemania               | Zénith Münich                              |
| América do Norte        |                  |                        |                                            |
| 17 de diciembre de 2011 | Port of Spain    | Trinidad y Tobago      | Estádio Hasely Crawford                    |
| 13 de enero de 2012     | Clemson          | Estados Unidos         | Littlejohn Coliseum                        |
| 14 de enero de 2012     | Atlanta          | Estados Unidos         | Tabernacle                                 |
| 16 de enero de 2012     | Tampa            | Estados Unidos         | Morsani Hall                               |
| 17 de enero de 2012     | Hollywood        | Estados Unidos         | Hard Rock Live                             |
| 18 de enero de 2012     | Orlando          | Estados Unidos         | House of Blues                             |
| 20 de enero de 2012     | Biloxi           | Estados Unidos         | IP Casino Resort & Spa                     |
| 21 de enero de 2012     | Little Rock      | Estados Unidos         | Verizon Arena                              |
| 26 de enero de 2012     | Monterrey        | México                 | Arena Monterrey                            |
| 28 de enero de 2012     | Guadalajara      | México                 | Telmex Auditorium                          |
| 30 de enero de 2012     | Ciudad de México | México                 | Palacio de los Deportes                    |
| Asía                    |                  |                        |                                            |
| 8 de febrero de 2012    | Yokohama         | Japón                  | Pacifico Yokohama                          |
| 9 de febrero de 2012    | Tokio            | Japón                  | Zepp                                       |
| 10 de febrero de 2012   | Nagoya           | Japón                  | Zepp                                       |
| 13 de febrero de 2012   | Osaka            | Japón                  | Zepp                                       |
| 15 de febrero de 2012   | Taipéi           | República de China     | TWTC Nangang Exhibition Hall               |
| 17 de febrero de 2012   | Seúl             | Corea del Sur          | Melon-AX Hall                              |
| 19 de febrero de 2012   | Cidade Quezon    | Filipinas              | Smart Araneta Coliseum                     |
| 21 de febrero de 2012   | Hong Kong        | China                  | Asia World Arena                           |
| 23 de febrero de 2012   | Kuala Lumpur     | Malasia                | KL Live                                    |
| 25 de febrero de 2012   | Yakarta          | Indonesia              | Hall A                                     |
| 27 de febrero de 2012   | Kallang          | Singapur               | Estadio Indoor de Singapura                |
| Oceanía                 |                  |                        |                                            |
| 23 de marzo de 2012     | Canberra         | Australia              | Royal Theatre                              |
| 24 de marzo de 2012     | Melbourne        | Australia              | Rod Laver Arena                            |
| 26 de marzo de 2012     | Brisbane         | Australia              | Convention Centre                          |
| 28 de marzo de 2012     | Newcastle        | Australia              | Entertainment Centre                       |
| 29 de marzo de 2012     | Sídney           | Australia              | Entertainment Centre                       |
| 31 de marzo de 2012     | Auckland         | Nueva Zelanda          | Vector Arena                               |
| América del Norte       |                  |                        |                                            |
| 17 de abril de 2012     | Austin           | Estados Unidos         | Stubb's Bar-B-Que                          |
| 21 de abril de 2012     | Houston          | Estados Unidos         | Cynthia Woods Mitchell Pavilion            |
| 22 de abril de 2012     | Dallas           | Estados Unidos         | FC Dallas estadio                          |
| 24 de abril de 2012     | Kansas City      | Estados Unidos         | Midland Theatre                            |
| 25 de abril de 2012     | St. Louis        | Estados Unidos         | The Pageant                                |
| 28 de abril de 2012     | Tampa            | Estados Unidos         | Tampa Bay Times Forum                      |
| 29 de abril de 2012     | Jacksonville     | Estados Unidos         | Metropolitan Park                          |
| 1 de mayo de 2012       | Bossier City     | Estados Unidos         | CenturyLink Center                         |
| 4 de mayo de 2012       | Memphis          | Estados Unidos         | Tom Lee Park                               |
| 5 de mayo de 2012       | Rockingham       | Estados Unidos         | Rockingham Speedway                        |
| África                  |                  |                        |                                            |
| 20 de mayo de 2012      | Rabat            | Marruecos              | OLM Souissi                                |
| Europa                  |                  |                        |                                            |
| 25 de mayo de 2012      | Lisboa           | Portugal               | Parque da Bela Vista                       |
| 26 de mayo de 2012      | Madrid           | España                 | Getafe Open Air                            |
| 1 de junio de 2012      | Nürburgring      | Alemania               | The Nürburgring Race Track                 |
| 3 de junio de 2012      | Núremberg        | Alemania               | Frankenstadion                             |
| 5 de junio de 2012      | Tilburgo         | Países Bajos           | Dommelsch Hall                             |
| 7 de junio de 2012      | Amberes          | Bélgica                | Lotto Arena                                |
| 10 de junio de 2012     | Nickelsdorf      | Austria                | Pannonia Fields II                         |
| 11 de junio de 2012     | Zúrich           | Suiza                  | Maag Halle                                 |
| 12 de junio de 2012     | Hamburgo         | Alemania               | Stadtpark                                  |
| 14 de junio de 2012     | Dortmund         | Alemania               | Westfalenhallen                            |
| 15 de junio de 2012     | Berlín           | Alemania               | Zitadelle Spandau                          |
| 17 de junio de 2012     | Praga            | República Checa        | Incheba Arena                              |
| 18 de junio de 2012     | Budapest         | Hungría                | Pecsa Music Hall                           |
| 20 de junio de 2012     | Atenas           | Grecia                 | Olympic Fencing Stadium                    |
| Asía                    |                  |                        |                                            |
| 22 de junio de 2012     | Dubái            | Emiratos Árabes Unidos | Dubai World Trade Centre                   |
| 23 de junio de 2012     | Beirut           | Líbano                 | BIEL                                       |
| Europa                  |                  |                        |                                            |
| 26 de junio de 2012     | San Petersburgo  | Rusia                  | GlavClub                                   |
| 27 de junio de 2012     | Moscú            | Rusia                  | Izvestia Hall                              |
| 29 de junio de 2012     | Dnipropetrovsk   | Ucrania                | Novoselytsia Park                          |
| 1 de julio de 2012      | Bucarest         | Rumania                | Romexpo                                    |
| Asia                    |                  |                        |                                            |
| 4 de julio de 2012      | Estambul         | Turquía                | Parkorman                                  |
| Europa                  |                  |                        |                                            |
| 6 de julio de 2012      | Milán            | Italia                 | Fiera Milano                               |
| América del Norte       |                  |                        |                                            |
| 29 de julio de 2012     | Dallas           | Estados Unidos         | Gexa Energy Pavilion                       |
| 31 de julio de 2012     | Springfield      | Estados Unidos         | Prairie Capital Convention Center          |
| 1 de agosto de 2012     | Columbus         | Estados Unidos         | Lifestyle Communities Pavilion             |
| 3 de agosto de 2012     | Atlantic City    | Estados Unidos         | House of Blues                             |
| 4 de agosto de 2012     | Atlantic City    | Estados Unidos         | House of Blues                             |
| 6 de agosto de 2012     | Boston           | Estados Unidos         | Bank of America Pavilion                   |
| 7 de agosto de 2012     | Baltimore        | Estados Unidos         | Pier Six Concert Pavilion                  |
| 8 de agosto de 2012     | Charlotte        | Estados Unidos         | Verizon Wireless Amphitheatre Charlotte    |
| 10 de agosto de 2012    | Atlanta          | Estados Unidos         | Aaron's Amphitheatre en Lakewood           |
| 11 de agosto de 2012    | Gulfport         | Estados Unidos         | Jones Park                                 |
| 13 de agosto de 2012    | Belton           | Estados Unidos         | Bell County Expo Center                    |
| 14 de agosto de 2012    | Laredo           | Estados Unidos         | Laredo Energy Arena                        |
| 15 de agosto de 2012    | Midland          | Estados Unidos         | Horseshoe Arena                            |
| 17 de agosto de 2012    | Lubbock          | Estados Unidos         | Lone Star Events Center                    |
| 18 de agosto de 2012    | El Paso          | Estados Unidos         | Don Haskins Center                         |
| 20 de agosto de 2012    | Sioux City       | Estados Unidos         | Tyson Events Center                        |
| 21 de agosto de 2012    | Milwaukee        | Estados Unidos         | Eagles Ballroom                            |
| 23 de agosto de 2012    | Grand Rapids     | Estados Unidos         | Rock the Rapids Village                    |
| 24 de agosto de 2012    | Clarkston        | Estados Unidos         | DTE Energy Music Theatre                   |
| 28 de agosto de 2012    | Pittsburgh       | Estados Unidos         | Stage AE                                   |
| 29 de agosto de 2012    | Holmdel          | Estados Unidos         | PNC Bank Arts Center                       |
| 30 de agosto de 2012    | Uncasville       | Estados Unidos         | Mohegan Sun                                |
| 1 de septiembre de 2012 | Lenox            | Estados Unidos         | Tanglewood                                 |
| 2 de septiembre de 2012 | Buffalo          | Estados Unidos         | Buffalo Outer Harbor                       |
| América del Sur         |                  |                        |                                            |
| 4 de octubre de 2012    | Porto Alegre     | Brasil                 | Pepsi on Stage                             |
| 6 de octubre de 2012    | Río de Janeiro   | Brasil                 | Arena Multiuso de Río                      |
| 7 de octubre de 2012    | São Paulo        | Brasil                 | Espaço das Américas                        |
| 11 de octubre de 2012   | Recife           | Brasil                 | Chevrolet Hall                             |
| 13 de octubre de 2012   | Fortaleza        | Brasil                 | Marina Park Hotel                          |
| 19 de octubre de 2012   | Asunción         | Paraguay               | Hipódromo de Asunción                      |
| 21 de octubre de 2012   | Buenos Aires     | Argentina              | Costanera Sur                              |
| 23 de octubre de 2012   | Santiago         | Chile                  | Movistar Arena                             |
| 25 de octubre de 2012   | Lima             | Perú                   | Estadio San Marcos                         |
| 27 de octubre de 2012   | Bogotá           | Colombia               | Parque Jaime Duque                         |
| América Central         |                  |                        |                                            |
| 30 de octubre de 2012   | San José         | Costa Rica             | Palacio De Los Deportes                    |
| 1 de noviembre de 2012  | Panamá           | Panamá                 | Figali Convention Center                   |
| Europa                  |                  |                        |                                            |
| 5 de noviembre de 2012  | Nottingham       | Reino Unido            | National Ice Centre                        |
| 6 de noviembre de 2012  | Mánchester       | Reino Unido            | Manchester Evening News Arena              |
| 8 de noviembre de 2012  | Birmingham       | Reino Unido            | National Indoor Arena                      |
| 9 de noviembre de 2012  | Londres          | Reino Unido            | Wembley Arena                              |